# نورثروب إف-20 تايغر شارك
نورثروب إف-20 تايغر شارك (بالإنجليزية: Northrop F-20 Tigershark)‏ هي طائرة مقاتلة أنتجت في الولايات المتحدة. من صناعة نورثروب. كان أول طيران لها في 30 أغسطس 1982. صنع منها 3 طائرة.